# Klubblämmelmossa
Klubblämmelmossa (Tetraplodon paradoxus) är en bladmossart som beskrevs av Ingebrigt Severin Hagen 1901. Klubblämmelmossa ingår i släktet lämmelmossor, och familjen Splachnaceae. Enligt den finländska rödlistan är arten starkt hotad i Finland. Arten har ej påträffats i Sverige. Artens livsmiljö är fjällhedar. Inga underarter finns listade i Catalogue of Life.